# ويلي شنايدر (مغني)
ويلي شنايدر (بالألمانية: Willy Schneider)‏ هو مغني ألماني، ولد في 5 سبتمبر 1905 في كولونيا في ألمانيا، وتوفي بنفس المكان في 12 يناير 1989.

## وصلات خارجية
- ويلي شنايدر على موقع IMDb (الإنجليزية)
- ويلي شنايدر على موقع مونزينجر (الألمانية)
- ويلي شنايدر على موقع ميوزك برينز (الإنجليزية)
- ويلي شنايدر على موقع ديسكوغز (الإنجليزية)
- ويلي شنايدر على موقع كينوبويسك (الروسية)